# UEFA Women's Champions League 2018/19
De UEFA Women's Champions League 2018/19 was het 18de seizoen van dit Europese voetbaltoernooi voor vrouwen georganiseerd door de UEFA. De finale vond plaats op 18 mei 2019 in de Groupama Arena in Boedapest, Hongarije. Olympique Lyon prolongeerde zijn titel door in de finale FC Barcelona met 4-1 te verslaan.

## Deelnemende teams
| Rank | Association | Coeff. | Teams |
| ---- | ----------- | ------ | ----- |
| 1    | Duitsland   | 86.000 | 2     |
| 2    | Frankrijk   | 80.000 | 2     |
| 3    | Zweden      | 61.500 | 2     |
| 4    | Engeland    | 53.000 | 2     |
| 5    | Spanje      | 44.000 | 2     |
| 6    | Denemarken  | 38.500 | 2     |
| 7    | Italië      | 37.000 | 2     |
| 8    | Rusland     | 35.500 | 2     |
| 9    | Zwitserland | 33.000 | 2     |
| 10   | Tsjechië    | 33.000 | 2     |
| 11   | Oostenrijk  | 28.000 | 2     |
| 12   | Noorwegen   | 27.500 | 2     |
| 13   | Schotland   | 26.000 | 1     |
| 14   | Nederland   | 25.000 | 1     |
| 15   | Kazachstan  | 21.000 | 1     |
| 16   | Polen       | 20.000 | 1     |
| 17   | Cyprus      | 18.000 | 1     |
| 18   | IJsland     | 17.000 | 1     |
| 19   | Servië      | 15.500 | 1     |

| Rank | Association           | Coeff. | Teams |
| ---- | --------------------- | ------ | ----- |
| 20   | Roemenië              | 15.000 | 1     |
| 21   | Hongarije             | 14.000 | 1     |
| 22   | België                | 13.500 | 1     |
| 23   | Bosnië en Herzegovina | 13.000 | 1     |
| 24   | Litouwen              | 12.000 | 1     |
| 25   | Turkije               | 12.000 | 1     |
| 26   | Slovenië              | 11.000 | 1     |
| 27   | Finland               | 11.000 | 1     |
| 28   | Portugal              | 10.500 | 1     |
| 29   | Wit-Rusland           | 10.000 | 1     |
| 30   | Oekraïne              | 9.500  | 1     |
| 31   | Griekenland           | 8.500  | 1     |
| 32   | Ierland               | 8.500  | 1     |
| 33   | Kroatië               | 7.500  | 1     |
| 34   | IJsland               | 7.000  | 1     |
| 35   | Estland               | 5.500  | 1     |
| 36   | Bulgarije             | 5.000  | 1     |
| 37   | Slowakije             | 4.500  | 1     |

| Rank | Association     | Coeff. | Teams |
| ---- | --------------- | ------ | ----- |
| 38   | Faeröer         | 3.000  | 1     |
| 39   | Noord-Ierland   | 3.000  | 1     |
| 40   | Wales           | 2.000  | 1     |
| 41   | Montenegro      | 1.500  | 1     |
| 42   | Albanië         | 1.500  | 1     |
| 43   | Kosovo          | 1.000  | 1     |
| 44   | Letland         | 1.000  | 1     |
| 45   | Noord-Macedonië | 1.000  | 1     |
| 46   | Moldavië        | 0.500  | 1     |
| 47   | Malta           | 0.500  | 1     |
| 48   | Luxemburg       | 0.000  | GD    |
| NR   | Andorra         | —      | GD    |
| NR   | Armenië         | —      | GD    |
| NR   | Azerbeidzjan    | —      | GD    |
| NR   | Georgië         | —      | 1     |
| NR   | Gibraltar       | —      | GD    |
| NR   | Liechtenstein   | —      | GD    |
| NR   | San Marino      | —      | GD    |

NR = geen rangnummer (geen deelname in voorgaande seizoenen)
GD = geen deelname

## Speelschema
| Ronde                | Loting           | 1e wedstrijd         | 2e wedstrijd                    |
| -------------------- | ---------------- | -------------------- | ------------------------------- |
| Kwalificatietoernooi | 22 juni 2018     | 7-13 augustus 2018   | 7-13 augustus 2018              |
| Laatste 32           | 17 augustus 2018 | 12-13 september 2018 | 26-27 september 2018            |
| Laatste 16           | 1 oktober 2018   | 17 & 18 oktober 2018 | 31 oktober 2018-1 november 2018 |
| Kwartfinale          | 9 november 2018  | 20 & 21 maart 2019   | 27 & 28 maart 2019              |
| Halve finale         | 9 november 2018  | 20 & 21 april 2019   | 27 & 28 april 2019              |
| Finale               | 9 november 2018  | 18 mei 2019          | 18 mei 2019                     |

## Kwalificatietoernooi
De loting voor de kwalificatieronde vond plaats op 22 juni 2018.
| Legenda kleuren in de tabellen                                     |
| ------------------------------------------------------------------ |
| Groepswinnaars & 2 beste nummers twee door naar de knock-out fase. |
| Uitgeschakeld                                                      |

#### Groep 1
| Nr. | Club           | Wedstrijden | Wedstrijden | Wedstrijden | Wedstrijden | Doelpunten | Doelpunten | Doelpunten | Pnt. |
| --- | -------------- | ----------- | ----------- | ----------- | ----------- | ---------- | ---------- | ---------- | ---- |
| Nr. | Club           | WG          | W           | G           | V           | DV         | DT         | +/-        | Pnt. |
| 1   | AFC Ajax       | 3           | 2           | 1           | 0           | 6          | 1          | 5          | 7    |
| 2   | Thor/KA        | 3           | 2           | 1           | 0           | 5          | 0          | 5          | 7    |
| 3   | Wexford Youths | 3           | 1           | 0           | 2           | 4          | 9          | –5         | 3    |
| 4   | Linfield       | 3           | 0           | 0           | 3           | 2          | 7          | –5         | 0    |

#### Groep 2
| Nr. | Club               | Wedstrijden | Wedstrijden | Wedstrijden | Wedstrijden | Doelpunten | Doelpunten | Doelpunten | Pnt. |
| --- | ------------------ | ----------- | ----------- | ----------- | ----------- | ---------- | ---------- | ---------- | ---- |
| Nr. | Club               | WG          | W           | G           | V           | DV         | DT         | +/-        | Pnt. |
| 1   | FC Barcelona       | 3           | 3           | 0           | 0           | 10         | 0          | 10         | 9    |
| 2   | FC Minsk           | 3           | 2           | 0           | 1           | 7          | 2          | 5          | 6    |
| 3   | Slovan Bratislava  | 3           | 1           | 0           | 2           | 1          | 3          | –2         | 3    |
| 4   | Olimpija Ljubljana | 3           | 0           | 0           | 3           | 0          | 13         | –13        | 0    |

#### Groep 3
| Nr. | Club              | Wedstrijden | Wedstrijden | Wedstrijden | Wedstrijden | Doelpunten | Doelpunten | Doelpunten | Pnt. |
| --- | ----------------- | ----------- | ----------- | ----------- | ----------- | ---------- | ---------- | ---------- | ---- |
| Nr. | Club              | WG          | W           | G           | V           | DV         | DT         | +/-        | Pnt. |
| 1   | Glasgow City      | 3           | 2           | 0           | 1           | 10         | 2          | 8          | 6    |
| 2   | RSC Anderlecht    | 3           | 2           | 0           | 1           | 12         | 2          | 10         | 6    |
| 3   | Górnik Łęczna     | 3           | 2           | 0           | 1           | 13         | 2          | 11         | 6    |
| 4   | FC Martve Kutaisi | 3           | 0           | 0           | 3           | 0          | 29         | –29        | 0    |

#### Groep 4
| Nr. | Club                  | Wedstrijden | Wedstrijden | Wedstrijden | Wedstrijden | Doelpunten | Doelpunten | Doelpunten | Pnt. |
| --- | --------------------- | ----------- | ----------- | ----------- | ----------- | ---------- | ---------- | ---------- | ---- |
| Nr. | Club                  | WG          | W           | G           | V           | DV         | DT         | +/-        | Pnt. |
| 1   | SK Slavia Praag       | 3           | 3           | 0           | 0           | 15         | 3          | 12         | 9    |
| 2   | MTK Hungaria          | 3           | 1           | 1           | 1           | 9          | 7          | 2          | 4    |
| 3   | Ataşehir Belediyespor | 3           | 1           | 1           | 1           | 10         | 10         | 0          | 4    |
| 4   | KFF Mitrovica         | 3           | 0           | 0           | 3           | 2          | 16         | –14        | 0    |

#### Groep 5
| Nr. | Club             | Wedstrijden | Wedstrijden | Wedstrijden | Wedstrijden | Doelpunten | Doelpunten | Doelpunten | Pnt. |
| --- | ---------------- | ----------- | ----------- | ----------- | ----------- | ---------- | ---------- | ---------- | ---- |
| Nr. | Club             | WG          | W           | G           | V           | DV         | DT         | +/-        | Pnt. |
| 1   | Spartak Subotica | 3           | 3           | 0           | 0           | 10         | 0          | 10         | 9    |
| 2   | FC Basel         | 3           | 2           | 0           | 1           | 7          | 5          | 2          | 6    |
| 3   | Kiryat Gat       | 3           | 0           | 1           | 2           | 4          | 8          | –4         | 1    |
| 4   | Breznica         | 3           | 0           | 1           | 2           | 4          | 12         | –8         | 1    |

#### Groep 6
| Nr. | Club            | Wedstrijden | Wedstrijden | Wedstrijden | Wedstrijden | Doelpunten | Doelpunten | Doelpunten | Pnt. |
| --- | --------------- | ----------- | ----------- | ----------- | ----------- | ---------- | ---------- | ---------- | ---- |
| Nr. | Club            | WG          | W           | G           | V           | DV         | DT         | +/-        | Pnt. |
| 1   | Zhytlobud-1     | 3           | 3           | 0           | 0           | 16         | 3          | 13         | 9    |
| 2   | Olimpia Cluj    | 3           | 2           | 0           | 1           | 10         | 6          | 4          | 6    |
| 3   | Cardiff Met.    | 3           | 0           | 1           | 2           | 6          | 10         | –4         | 1    |
| 4   | Birkirkara F.C. | 3           | 0           | 1           | 2           | 3          | 16         | –13        | 1    |

#### Groep 7
| Nr. | Club              | Wedstrijden | Wedstrijden | Wedstrijden | Wedstrijden | Doelpunten | Doelpunten | Doelpunten | Pnt. |
| --- | ----------------- | ----------- | ----------- | ----------- | ----------- | ---------- | ---------- | ---------- | ---- |
| Nr. | Club              | WG          | W           | G           | V           | DV         | DT         | +/-        | Pnt. |
| 1   | BIIK Kazygurt     | 3           | 3           | 0           | 0           | 9          | 1          | 8          | 9    |
| 2   | Elpides Karditsas | 3           | 2           | 0           | 1           | 6          | 4          | 2          | 6    |
| 3   | USC Landhaus      | 3           | 1           | 0           | 2           | 3          | 6          | –3         | 3    |
| 4   | Rīgas FS          | 3           | 0           | 0           | 3           | 2          | 9          | –7         | 0    |

#### Groep 8
| Nr. | Club                   | Wedstrijden | Wedstrijden | Wedstrijden | Wedstrijden | Doelpunten | Doelpunten | Doelpunten | Pnt. |
| --- | ---------------------- | ----------- | ----------- | ----------- | ----------- | ---------- | ---------- | ---------- | ---- |
| Nr. | Club                   | WG          | W           | G           | V           | DV         | DT         | +/-        | Pnt. |
| 1   | SFK 2000 Sarajevo      | 3           | 3           | 0           | 0           | 12         | 1          | 11         | 9    |
| 2   | KF Vllaznia            | 3           | 2           | 0           | 1           | 7          | 7          | 0          | 6    |
| 3   | Pärnu JK               | 3           | 1           | 0           | 2           | 4          | 5          | –1         | 3    |
| 4   | Agarista-ŞS Anenii Noi | 3           | 0           | 0           | 3           | 1          | 11         | –10        | 0    |

#### Groep 9
| Nr. | Club                 | Wedstrijden | Wedstrijden | Wedstrijden | Wedstrijden | Doelpunten | Doelpunten | Doelpunten | Pnt. |
| --- | -------------------- | ----------- | ----------- | ----------- | ----------- | ---------- | ---------- | ---------- | ---- |
| Nr. | Club                 | WG          | W           | G           | V           | DV         | DT         | +/-        | Pnt. |
| 1   | Gintra Universitetas | 3           | 2           | 1           | 0           | 17         | 1          | 16         | 7    |
| 2   | FC Honka             | 3           | 2           | 1           | 0           | 13         | 1          | 12         | 7    |
| 3   | NSA Sofia            | 3           | 1           | 0           | 2           | 3          | 14         | –11        | 3    |
| 4   | EB/Streymur          | 3           | 0           | 0           | 3           | 0          | 17         | –17        | 0    |

#### Groep 10
| Nr. | Club            | Wedstrijden | Wedstrijden | Wedstrijden | Wedstrijden | Doelpunten | Doelpunten | Doelpunten | Pnt. |
| --- | --------------- | ----------- | ----------- | ----------- | ----------- | ---------- | ---------- | ---------- | ---- |
| Nr. | Club            | WG          | W           | G           | V           | DV         | DT         | +/-        | Pnt. |
| 1   | Avaldsnes IL    | 3           | 2           | 1           | 0           | 8          | 4          | 4          | 7    |
| 2   | Sporting CP     | 3           | 2           | 0           | 1           | 9          | 3          | 6          | 6    |
| 3   | ŽNK Osijek      | 3           | 1           | 1           | 1           | 15         | 5          | 10         | 4    |
| 4   | ŽFK Dragon 2014 | 3           | 0           | 0           | 3           | 0          | 20         | –20        | 0    |

## Hoofdtoernooi
In de knock-out fase speelden de teams twee keer tegen elkaar, zowel uit als thuis. De finale bestond uit één wedstrijd gespeeld op neutraal terrein. De regels voor de loting in elke ronde waren als volgt:
- In de loting voor de 16de finale werden de zestien teams met de hoogste UEFA coëfficiënt gescheiden van de andere zestien teams in twee verschillende potten. De teams uit pot één speelden de eerste wedstrijd uit en de tweede thuis. Teams uit hetzelfde land konden elkaar niet loten.
- In de loting voor de 8ste finale werden de acht teams met de hoogste UEFA coëfficiënt gescheiden van de andere acht teams in twee verschillende potten. De teams uit pot één speelden de eerste wedstrijd uit en de tweede thuis. Teams uit hetzelfde land konden elkaar niet loten.
- Vanaf de loting voor de kwartfinale gingen alle teams in één pot. Teams uit hetzelfde land konden elkaar wel loten.

### Laatste 32

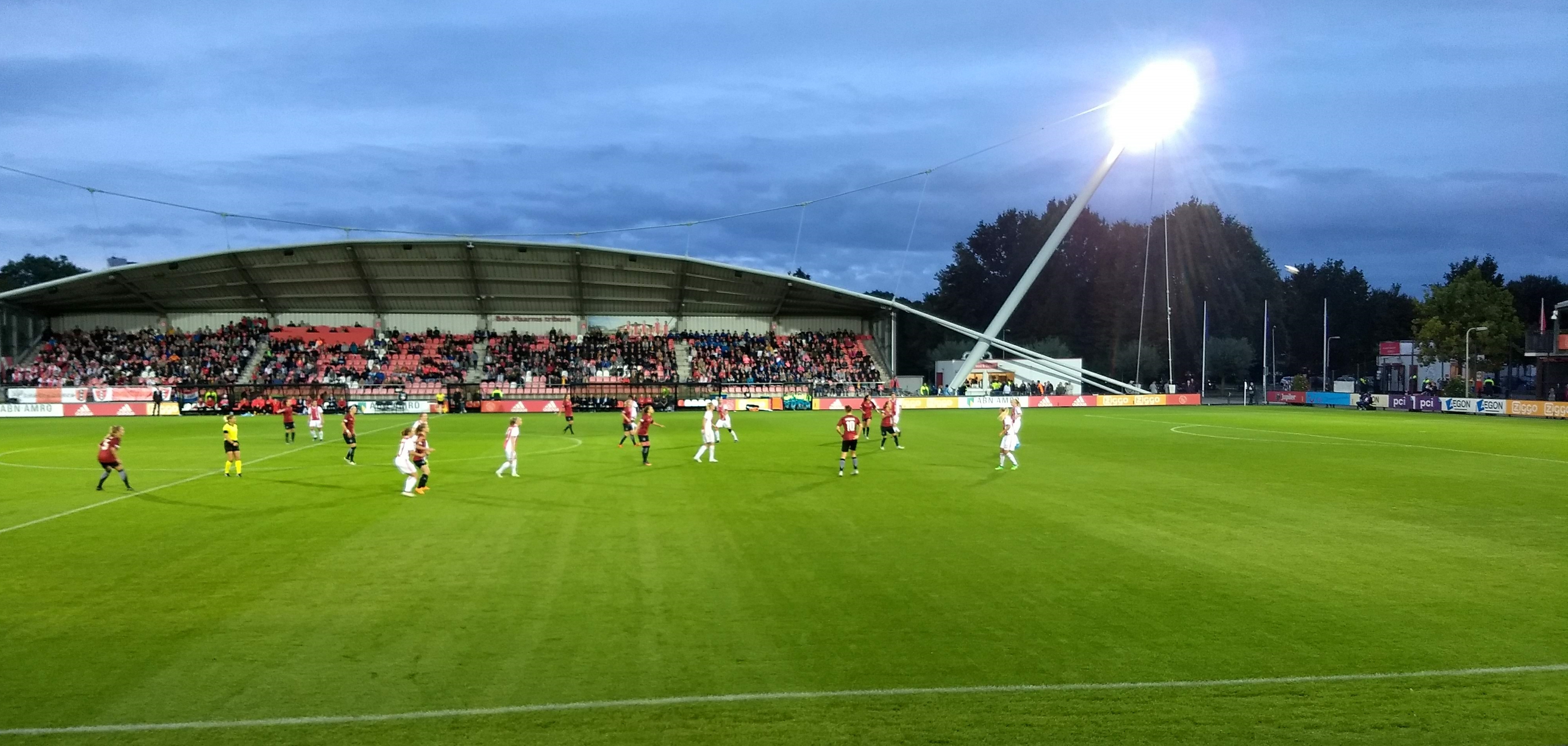
Eerste ronde, eerste wedstrijd Ajax vs Sparta Praag (2–0)

| Team 1               | Tot.   | Team 2              | 1e wedstr. | 2e wedstr. |
| -------------------- | ------ | ------------------- | ---------- | ---------- |
| BIIK Kazygurt        | 3 – 4  | FC Barcelona        | 3 – 1      | 0 – 3      |
| Ryazan-VDV           | 0 – 3  | FC Rosengård        | 0 – 1      | 0 – 2      |
| FC Barcelona         | 1 – 2  | Glasgow City        | 0 – 2      | 1 – 0      |
| SFK 2000 Sarajevo    | 0 – 11 | Chelsea             | 0 – 5      | 0 – 6      |
| Spartak Subotica     | 0 – 11 | FC Bayern München   | 0 – 7      | 0 – 4      |
| WFC Zhytlobud-1      | 1 – 10 | Linköpings FC       | 1 – 6      | 0 – 4      |
| FC Honka             | 1 – 6  | FC Zürich           | 0 – 1      | 1 – 5      |
| Avaldsnes IL         | 0 – 7  | Olympique Lyon      | 0 – 2      | 0 – 5      |
| Thor/KA              | 0 – 3  | VfL Wolfsburg       | 0 – 1      | 0 – 2      |
| ACF Fiorentina       | 4 – 0  | Fortuna Hjørring    | 2 – 0      | 2 – 0      |
| AFC Ajax             | 4 – 1  | AC Sparta Praag     | 2 – 0      | 2 – 1      |
| SKN St. Pölten       | 1 – 6  | Paris Saint-Germain | 1 – 4      | 0 – 2      |
| Juventus             | 2 – 3  | Brøndby IF          | 2 – 2      | 0 – 1      |
| Gintra Universitetas | 0 – 7  | SK Slavia Praag     | 0 – 3      | 0 – 4      |
| LSK Kvinner          | 4 – 0  | Zvezda 2005 Perm    | 3 – 0      | 1 – 0      |
| Atlético Madrid      | 3 – 1  | Manchester City     | 1 – 1      | 2 – 0      |

### Laatste 16
| Team 1              | Tot.   | Team 2        | 1e wedstr. | 2e wedstr. |
| ------------------- | ------ | ------------- | ---------- | ---------- |
| Brøndby IF          | 1 – 3  | LSK Kvinner   | 1 – 1      | 0 – 2      |
| Olympique Lyon      | 13 – 0 | AFC Ajax      | 4 – 0      | 9 – 0      |
| FC Bayern München   | 5 – 0  | FC Zürich     | 2 – 0      | 3 – 0      |
| ACF Fiorentina      | 0 - 7  | Chelsea       | 0 – 1      | 0 – 6      |
| Paris Saint-Germain | 5 – 2  | Linköpings FC | 2 – 0      | 3 – 2      |
| Atlético Madrid     | 0 – 10 | VfL Wolfsburg | 0 – 4      | 0 – 6      |
| SK Slavia Praag     | 3 – 2  | FC Rosengård  | 3 – 2      | 0 – 0      |
| Glasgow City        | 0 – 8  | FC Barcelona  | 0 – 5      | 0 – 3      |

### Kwartfinales
| Team 1          | Tot.  | Team 2              | 1e wedstr. | 2e wedstr. |
| --------------- | ----- | ------------------- | ---------- | ---------- |
| SK Slavia Praag | 2 – 6 | FC Bayern München   | 1 – 1      | 1 – 5      |
| FC Barcelona    | 4 – 0 | LSK Kvinner         | 3 – 0      | 1 – 0      |
| Olympique Lyon  | 6 – 3 | VfL Wolfsburg       | 2 – 1      | 4 – 2      |
| Chelsea         | 3 – 2 | Paris Saint-Germain | 2 – 0      | 1 – 2      |

### Halve finales
| Team 1            | Tot.  | Team 2       | 1e wedstr. | 2e wedstr. |
| ----------------- | ----- | ------------ | ---------- | ---------- |
| Olympique Lyon    | 3 – 2 | Chelsea      | 2 – 1      | 1 – 1      |
| FC Bayern München | 0 – 2 | FC Barcelona | 0 – 1      | 0 – 1      |

### Finale
|                                           |                                                   |               |                    |                                                                                                 |
| 18 mei 2019 18.00 Finale Champions League | Olympique Lyon                                    | 4 – 1 (4 – 0) | FC Barcelona       | Groupama Arena, Boedapest Toeschouwers: 19.487 Scheidsrechter: Anastasia Pustovoitova ( Rusland |
| 18 mei 2019 18.00 Finale Champions League | Dzsenifer Marozsán 4' Ada Hegerberg 14', 19', 39' | Verslag       | 89' Asisat Oshoala | Groupama Arena, Boedapest Toeschouwers: 19.487 Scheidsrechter: Anastasia Pustovoitova ( Rusland |

| Olympique Lyon | FC Barcelona |

| Olympique Lyon    |    |                       |     |
|                   |    |                       |     |
| DV                | 16 | Sarah Bouhaddi        |     |
| RB                | 2  | Lucy Bronze           |     |
| CV                | 29 | Griedge Mbock Bathy   |     |
| CV                | 3  | Wendie Renard         | 25' |
| LB                | 7  | Amel Majri            |     |
| VM                | 6  | Amandine Henry        |     |
| VM                | 24 | Jess Fishlock         | 72' |
| RM                | 11 | Shanice van de Sanden | 63' |
| CM                | 10 | Dzsenifer Marozsán    |     |
| LM                | 9  | Eugénie Le Sommer     | 82' |
| SP                | 14 | Ada Hegerberg         | 16' |
| Wisselspeelsters: |    |                       |     |
| DV                | 1  | Lisa Weiß             |     |
| VD                | 4  | Selma Bacha           | 82' |
| VD                | 5  | Saki Kumagai          | 72' |
| MV                | 20 | Delphine Cascarino    | 63' |
| VD                | 21 | Kadeisha Buchanan     |     |
| AV                | 25 | Sole Jaimes           |     |
| CV                | 26 | Carolin Simon         |     |
| Coach:            |    |                       |     |
| Reynald Pedros    |    |                       |     |

| FC Barcelona      |    |                         |     |
|                   |    |                         |     |
| DV                | 1  | Sandra Paños            |     |
| RB                | 8  | Marta Torrejón          |     |
| CV                | 17 | Andrea Pereira          | 81' |
| CV                | 4  | María Pilar León        |     |
| LB                | 15 | Leila Ouahabi           |     |
| RM                | 9  | Mariona Caldentey       |     |
| CM                | 6  | Victoria Losada         |     |
| CM                | 11 | Alexia Putellas         |     |
| LM                | 22 | Lieke Martens           |     |
| AM                | 14 | Aitana Bonmatí          | 69' |
| SP                | 16 | Toni Duggan             | 69' |
| Wisselspeelsters: |    |                         |     |
| DV                | 25 | Gemma Font              |     |
| VD                | 3  | Stefanie van der Gragt  | 81' |
| MV                | 5  | Melanie Serrano         |     |
| MV                | 10 | Andressa Alves da Silva | 69' |
| MV                | 12 | Patricia Guijarro       |     |
| AV                | 20 | Asisat Oshoala          | 69' |
| AV                | 21 | Nataša Andonova         |     |
| Coach:            |    |                         |     |
| Lluís Cortés      |    |                         |     |

| Champions League 2018/19 |
| ------------------------ |
| Olympique Lyon 6e titel  |

UEFA Women's Cup: 2001/02 · 2002/03 · 2003/04 · 2004/05 · 2005/06 · 2006/07 · 2007/08 · 2008/09

UEFA Women's Champions League: 2009/10 · 2010/11 · 2011/12 · 2012/13 · 2013/14 · 2014/15 · 2015/16 · 2016/17 · 2017/18 · 2018/19 · 2019/20 · 2020/21 · 2021/22 · 2022/23 · 2023/24 . 2024/25